# Nemocnice Prachatice
Nemocnice Prachatice zajišťuje zdravotnické služby pro bývalé okresní město.

## Historie

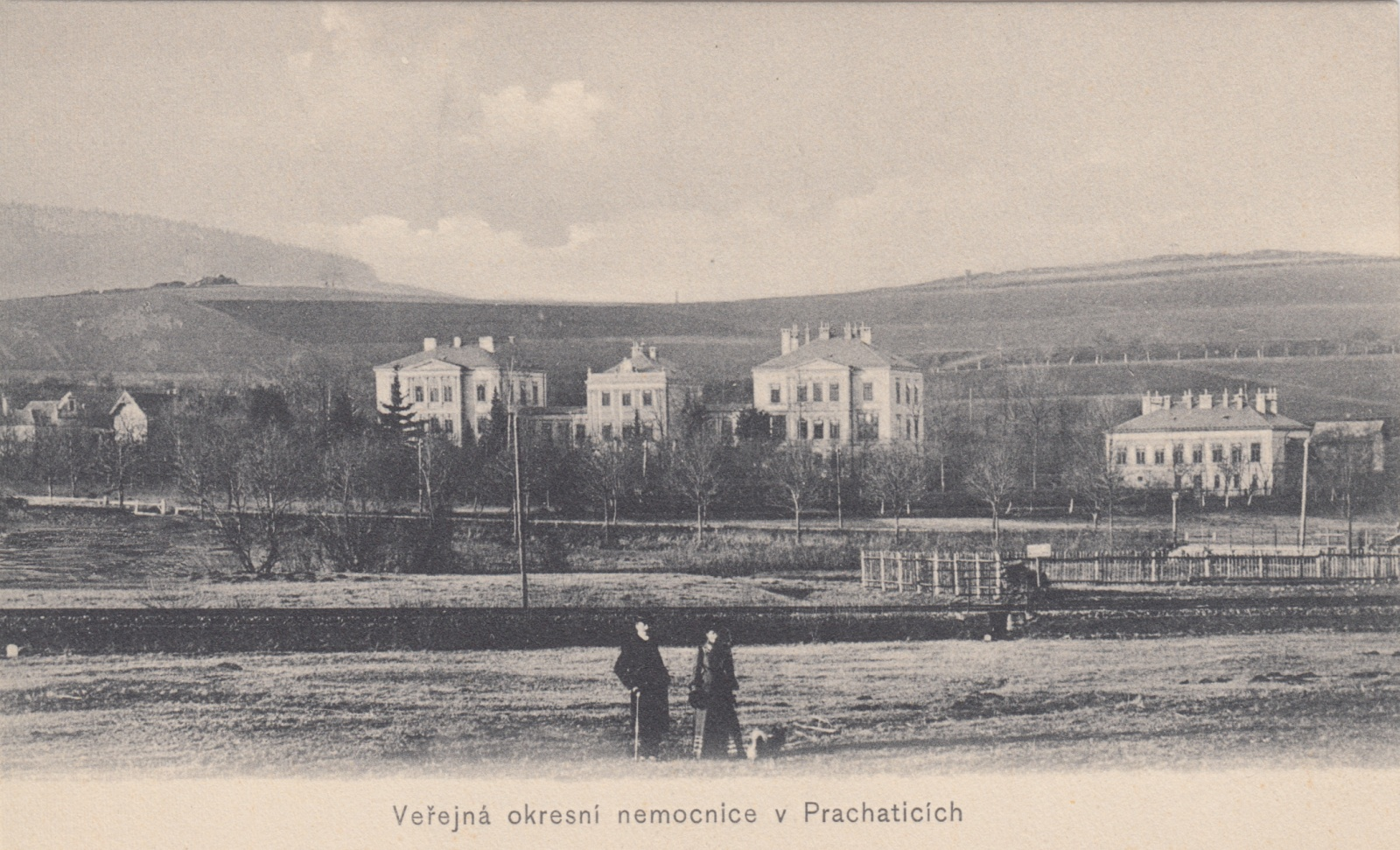
Prachatická nemocnice před rokem 1908 (dobová pohlednice)

Myšlenka výstavby nemocnice v Prachaticích byla poprvé předložena místnímu zastupitelstvu v roce 1894. Schválena byla až o čtyři roky později a stavební práce byly zahájeny v srpnu 1904. Na původním projektu se postupně měnili jeho stavitelé (Rudolfa Zobela nahradil nakonec Emil Brückner z Nymburka). Budova nemocnice byla otevřena dne 30. prosince 1905 jako Všeobecná veřejná nemocnice císaře Františka Josefa I. Vznikla v období rychlého rozvoje města na přelomu 19. a 20. století, kdy byla do Prachatic zavedena železnice a vybudován první průmysl. Areál nemocnice tvořily tři jednopatrové budovy; prostřední sloužil k hospodářským účelům a okrajové byly vyhrazeny péči o nemocné.
Prvním primářem nemocnice byl doktor Anton Stini a lékařem Vojtěch Lukáš. Nemocnice sehrála zvlášť významnou roli jak během první světové války, tak i během epidemie španělské chřipky. Nemocnice fungovala ve víceméně stejné podobě až do druhé světové války, nicméně její kapacity začaly být v období před vypuknutím konfliktu již nedostačující. O výstavbě nové nemocnice přemýšleli představitelé města po skončení konfliktu, nakonec byl sice vybrán prostor, kde by měla stát (na rohu Pivovarnické a Husinecké ulice), realizace však nebyla uskutečněna. Další projekt na rozšíření původních budov z počátku 20. století přístavbou opět nebyl realizován. Nakonec byla v první polovině 60. let 20. století přibudována mezi původní tři objekty alespoň poliklinika.
Současný areál nemocnice vznikl v 70. a 80. letech 20. století. V druhé polovině 70. let padlo rozhodnutí o výstavbě nového nemocničního areálu, který by nahradil původní nepříliš vyhovující prostory. Stavební práce byly zahájeny v roce 1979, proces výstavby ale probíhal velmi pomalu. První oddělení nemocnice se začala stěhovat do nové budovy až v roce 1986. Ostatní, např. jednotka intenzivní péče, následovaly v dalších letech. Stavební práce pokračovaly i po roce 1989. Do roku 1991 vznikly poslední pavilony areálu nemonice a její areál tak byl dokončen. V roce 1993 byla v budově nemocnice vysvěcena nemocniční kaple. V jejím interiéru je k vidění mimo jiné obraz Návrat ztraceného syna od malíře Romana Brichcína z r. 1988.